# Nilski krokodil
Nilski krokodil (lat. Crocodylus niloticus), jedna od tri vrste krokodila koji žive u Africi i druga najveća krokodilska vrsta. Nilski krokodili žive u Africi južno od Sahare i na Madagaskaru. Na lošem su glasu jer napadaju ljude. Iako vrsti ne prijeti izumiranje, populacije u mnogim afričkim državama su u opasnosti od nestajanja.
Znanstveno ime Crocodylus dolazi od grčke riječi krokodeilos koja doslovno znači "šljunak koji gmiže" ili "iz rijeke Nila" (kroko = šljunak; deilos = gmizati ili čovjek) i odnosi se na izgled krokodila. Niloticus na latinskom znači nilski.

## Stanište i rasprostranjenost
Nilski krokodili žive duž rijeka i jezera, nastanjuju slatkovodne močvare, a u nekim slučajevima žive među estuarima i šumama mangrove.
Mogu se naći širom Afrike južno od Sahare pa sve do Južnoafričke Republike. Također naseljavaju sjeverni deo Madagaskara i rijeku Nil. Ne tako davno nilski su krokodili su živeli u Izraelu, Jordanu i Alžiru. Više ne naseljavaju ni deltu Nila, ni priobalne dijelove Sredozemnog mora.

## Izgled i građa tijela
Nilski krokodili imaju kožu koja varira od sive do maslinasto-zelene boje, sa žuto-bijelim obojenim trbuhom s donje strane od koje se prave skupocjeni predmeti. Kako postaju stariji, boja kože je sve tamnija. Koža je debela i sastavljena od koštanih elemenata u obliku ploča. Imaju dugačak i mišićav rep. Prednje noge imaju po pet prstiju, a zadnje su s po četiri prsta spojena opnama za plivanje. Kao i sisavci imaju čvrsto nepce koje dijeli puteve zraka od usne šupljine. Nozdrve, uši i oči se nalaze na vrhu glave, tako da je ostali dio tijela pod vodom. Posjeduju dva očna kapka i prozirnu opnu žmurnjaču koja leži ispod njih. Njihove snažne vilice su opremljene s ukupno 64-68 oštrih zuba u obliku kupe. Sa svake strane usta se nalaze pet zuba na prednjem dijelu gornje vilice, 13 ili 14 u ostalom dijelu gornje vilice i 14 ili 15 zuba s obje strane donje vilice. Nemaju pljuvačne žlezde i mokraćni mjehur. Želudac im je mišićav i sadrži kamenčiće za mljevenje hrane. Kao i kod ptica i sisavaca, srce je podijeljeno na dvije komore i dvije pretkomore.

## Veličina
Nilski krokodil je najveći afrički gmaz. Dostiže dužinu do 5 metara, a rijetko kad i do 6.1 m. Odrasli mužjaci teže 500 kilograma, dok je bilo primjeraka od preko 900 kg. Kao i svi krokodili i kod nilskih je prisutan spolni dimorfizam - mužjaci su za 30% krupniji od ženki. Najveći živi primjerak je krokodil ljudožder iz Burundija po imenu Gustav; vjeruje se da je dugačak 5, 5 m. Takvi divovi su danas rijetki; mnogo više ih je bilo prije masovnog lova tijekom 1940-tih i 1950-tih godina.

## Parenje i razmnožavanje
Mužjaci postaju spolno zreli kada dostignu dužinu tijela od oko 3 metara. Ženke su spolno zrele kada su od 2 do 2, 5 metara dugačke. Da bi narasli do te dužine, potrebno je da prođe oko deset godina.
Tijekom sezone parenja, mužjaci privlače ženke rikom, udaranjem njihovim njuškama po vodi, izduhavanjem vode iz nosa i drugim oglašavanjima. Veći mužjaci nastoje da budu uspješniji u tom pothvatu. Kada uspiju privući ženku, počinju se međusobno dodirivati i maze svoje čeljusti i trepere pod vodom. Ženke polažu jaja dva mjeseca nakon parenja.
Gnježdenje traje u studenom ili prosincu, u vrijeme sušne sezone u sjevernoj Africi i kišne sezone na jugu Afrike. Najprivlačnije oblasti gnježdenja su pješčane obale, riječna korita ili riječne obale. Ženka tada iskopava rupu nekoliko metara udaljenu od obale, duboku i do 50 centimetara. U nju će položiti između 25 i 80 jaja. Broj jaja varira od populacije do populacije, dok je prosječan broj oko 50. Više ženki se u blizini zajedno gnjezditi. Jaja su slična kokošjim, ali imaju mnogo tanju ljusku.
Nakon što ih snese, buduća majka jaja zakopava pijeskom, a inkubacija traje tri mjeseca. Mužjak obično ostane u blizini gnijezda da bi ga oba roditelja mogla braniti od bilo koga ko se približi njihovim jajima. Ženka napušta gnijezdo samo da bi se rashladila, tako što bi se samo nakratko zagnjurila u vodu ili sklonila u hladovinu. I pored prevelike roditeljske brige, ljudi, varani i druge životinje uspiju opustošiti gnijezdo dok je majka nakratko odsutna.
Prije nego što se trebaju izleći, mladi se oglašavaju proizvodeći zvukove visoke frekvencije, slične zviždanju, što je znak da majka može otkopati gnijezdo. I mužjak i ženka imaju običaj da uzmu jaja u usta, prevrtajući ga između jezika i gornjeg nepca da bi pomogli mladima da probiju ljusku i izlegu se. Kada se izlegu, ženka vodi mlade ili ih čak stavlja u usta da bi ih prenijela do vode.
Krokodili su organizmi, poput kornjača, čiji spol ne ovisi o genetici, već od prosječne temperature tijekom njihove inkubacije. Ako je temperatura u gnijezdu ispod 31, 7 °C ili iznad 34, 5 °C na svijet će doći ženka. Mužjaci se kote jedino ako je temperatura u granicama raspona tih pet stupnjeva.
Mladi su oko 30 centimetara dugački kada se izlegu, i za toliko rastu svake godine. Majka će mlade štititi u naredne dvije godine. Ponekad ih nosi na leđima da bi spriječila da budu pojedeni od kornjača i vodenih zmija. Kada napune dvije godine, mladi su već oko 1, 2 metra dugački. Tada napuštaju oblast oko gnijezda, izbjegavajući teritorije starijih i krupnijih krokodila.
Životni vijek nilskih krokodila nije sasvim određen, ali veće vrste kao nilski krokodil žive duže, od 70 do 100 godina. U zatočeništvu žive do 56 godina.

## Prehrana
Mladi se hrane kukcima i malim vodenim beskralježnjacima, ali ubrzo prelaze na krupniji ulov - jedu vodozemce, gmazove i ptice. Kod odraslih krokodila, 70% prehrane čine ribe i drugi manji kralješnjaci, iako mogu uloviti skoro svakog kralježnjaka koji dođe piti vodu do obale, osim odraslih slonova i vodenkonja. Poznato je da jedu zebre, mlade vodenkonje, bivole, pavijane, gnuove i druge antilope.